# Позднекайнозойское оледенение

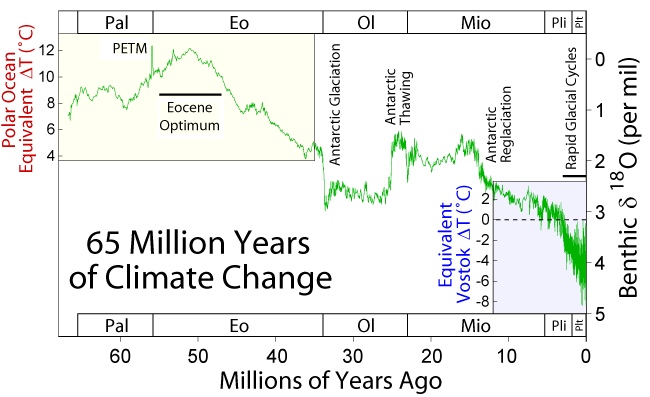
График изменения δ18O в течение последних 65 миллионов лет. На границе эоцена (Eo) и олигоцена (Ol) заметно резкое падение уровня этого изотопа.

Позднекайнозойское (или антарктическое) оледенение (англ. Late Cenozoic Ice Age и англ. Antarctic Glaciation) — текущий ледниковый период, начавшийся около 35—33,7 млн лет назад на границе эоцена и олигоцена. Начало этого оледенения характеризуется появлением ледникового покрова в Антарктиде.
Самое раннее упоминание того, что нынешний ледниковый период длится уже около 30 млн лет, датируется 1966 годом. Непосредственно же термин «Позднекайнозойское оледенение» был впервые употреблён в 1973 году.
В первой половине кайнозоя климат был тёплым и влажным. Примерно 34 млн лет назад началось формирование первых перманентных ледников в Антарктиде. Около 28 млн лет назад сформировался Восточноантарктический ледяной щит (самый большой на планете), а 14 млн лет назад он достиг нынешнего размера. Примерно 3 млн лет назад оледенение распространилось и на Северное полушарие, когда в позднем плиоцене Гренландия покрылась ледником. 2,58 млн лет назад началась текущая, более обширная фаза позднекайнозойского оледенения, называемая четвертичным оледенением.

## Климат в кайнозое до начала оледенения

### Глобальная ситуация

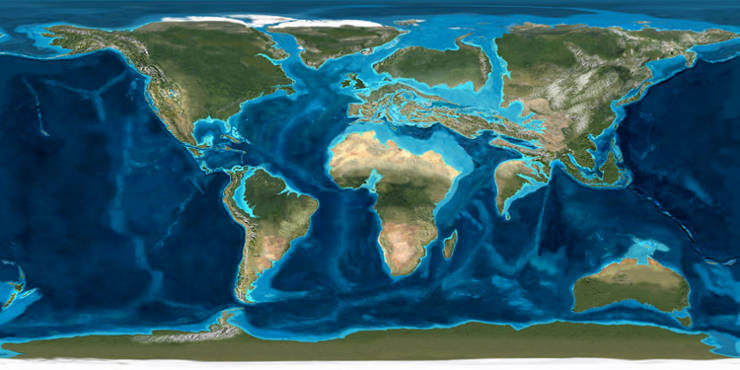
Реконструкция карты Земли 50 млн лет назад. В Антарктиде и Северной Америке могли присутствовать небольшие полярные шапки.

В начале кайнозоя климат на Земле сильно отличался от нынешнего. В самом начале эпохи эоцена средняя температура на Земле достигла своего пика за последние 66 млн лет. С позднего палеоцена (около 58 млн лет назад) до раннего эоцена (55 млн лет назад) наблюдалось повышение средней температуры поверхности планеты. Кульминацией потепления климата стал кратковременный палеоцен-эоценовый термический максимум (англ. Paleocene-Eocene Thermal Maximum, PETM) 55,5 млн лет назад, когда средняя глобальная температура достигала 30 °C, повысившись за короткий промежуток на 5 °C. Долгосрочный максимум был достигнут 53—51 млн лет назад, во время раннеэоценового климатического оптимума (англ. Early Eocene Climatic Optimum, EECO). После отметки в 50 млн лет назад климат вновь стал охлаждаться. Похолодание было ненадолго прервано 41,5 млн лет назад среднеэоценовым климатическим оптимумом (англ. Middle Eocene Climatic Optimum, MECO), продлившимся следующие 600 тысяч лет и ненадолго увеличившим температуру планеты на 4 °C.
В эпоху эоцена Австралия, Антарктида и Южная Америка были соединены друг с другом, поскольку ранее составляли единый суперконтинент Гондвану. За счёт связанности этих материков Антарктида не была термически изолирована от остального мира. В Северном полушарии континенты также были соединены: через Гренландию Европа соединялась с Северной Америкой, а Азия, вероятно, могла быть соединена с ней через Берингию (где сейчас Берингов пролив). Каких-либо обширных ледниковых покровов, особенно перманентных, в палеоцене и эоцене не существовало ни на одном материке, либо же они были крайне малы и непостоянны.

### Климат и жизнь Антарктиды в эоцене

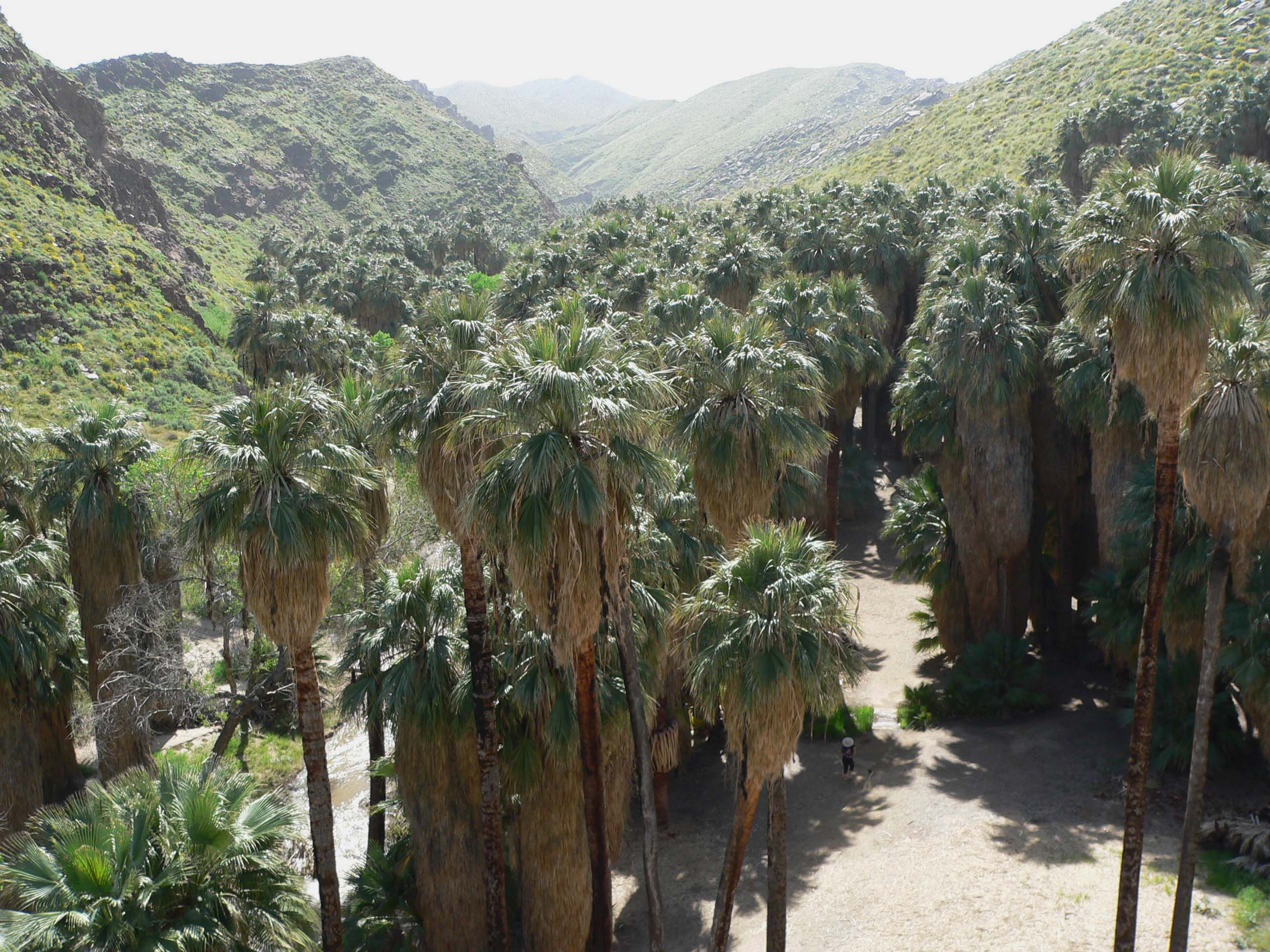
Вашингтония нитеносная в штате Калифорния, США. Подобные пальмовые деревья росли когда-то в Антарктиде.

Своего полярного положения Антарктида достигла примерно 83 млн лет назад, в конце мелового периода. 53 млн лет назад средняя летняя температура в Антарктиде составляла около 25 °C, а средняя зимняя — около 10 °C. Местный климат можно было охарактеризовать как субтропический. При этом континент, как и сейчас, находился в районе Южного полюса, поэтому зимой там была полярная ночь. Причиной жарких лет и тёплых зим считается высокий уровень углекислого газа: на пике термического максимума (55 млн лет назад) его содержание в атмосфере достигало 1000 ppm (сейчас это значение равно примерно 400 ppm). Постоянный ледяной покров на южном континенте практически отсутствовал. Ещё одним фактором тёплого климата являлся тёплый океан вокруг континента, лишённый всяких холодных океанических течений.
Поскольку климат был тёплым, на берегах континента произрастали пальмовые деревья. Внутри континента произрастали в основном хвойные растения и бук. В осадочных породах морского дна в районе Земли Уилкса, вместе с останками «маленьких животных» (в статье не указываются подробности), командой учёных во главе с Йоргом Проссом были найдены останки растений, родственным баобабу и макадамии, а также пыльцевые зёрна древних пальмовых растений. Фауна эоценовой Антарктиды была схожей с таковой в Южной Америке: в формации Ла-Месета, расположенной на острове Симор возле Антарктического полуострова, были найдены останки древних сумчатых и ксенартров, а также ныне вымерших литоптернов, астрапотерий, гондванатерий и, возможно, представителей клады Meridiolestida. Считается, что именно через Антарктиду сумчатые мигрировали в Австралию.
В течение эоцена продолжающийся дрейф континентов привёл к разделению Антарктиды с Южной Америкой (32,8—30 млн лет назад, через Пролив Дрейка) и Австралией (53—36,5 млн лет назад, через Тасманийский пролив). Так появилось нынешнее холодное Антарктическое циркумполярное течение, со всех сторон окружающее континент и являющееся одним из главных факторов холодного климата на нём. Примерно 40 млн лет назад из-за появления вышеупомянутого течения океан вокруг Антарктиды сильно остыл. Появление этого течения повлияло и на глобальный перенос тепла в океанах, что в конце эпохи привело к дальнейшему похолоданию климата. В позднем эоцене произошли значительное снижение среднегодовой температуры и увеличение ее изменчивости на разных материках, а также появились более выраженные времена года. Всё это привело к увеличению размеров тела существовавших тогда млекопитающих, а также к сокращению площади лесов и увеличению площади саванноподобных экосистем.

## Ледниковый период в Антарктиде

### Ранние ледниковые покровы (60—34 млн лет назад)

Открытие Антарктического циркумполярного течения (38—33,5 млн лет назад)

Первые ледниковые покровы появились в Трансантарктических горах около 60 миллионов лет назад, в позднем палеоцене. Как отмечается в опубликованной в журнале «Nature Communications» в сентябре 2022 года статье, находить доказательства их существования крайне затруднительно из-за того, что эти первичные горные ледники были перекрыты нынешним ледяным щитом. Летняя температура на континенте периода позднего палеоцена (60—56 млн лет назад) в 25,7 ± 2,7 °C не позволяла образовываться широкомасштабным ледяным массивам даже в горах. Тем не менее, в Трансантарктических горах могли быть изотермические (умеренные) ледники (англ. temperate glacier), поддерживаемые большим количеством осадков (примерно 2110 мм в год). Площадь таких ледников постепенно стала увеличиваться, особенно после отметки в 40 млн лет назад, когда климат стал охлаждаться быстрее. Количество осадков при этом стало снижаться, составляя в позднем эоцене (40—34 млн лет назад) 1000 мм в год. 36,6 млн лет назад сформировались первые морские ледники в районе побережья моря Уэддела (с ним граничат в том числе Трансантарктические горы). К этому моменту вышеупомянутые умеренные ледники в горах стали уже повсеместными.
Данное исследование не стало первым, установившим существование ледников на южном континенте в эоцене. Ещё в 1992 году в журнале «Palaeogeography, Palaeoclimatology, Palaeoecology» вышла статья, в которой приводились доказательства появления первых ледников в Антарктиде уже 45,5 млн лет назад. Первые ледники формировались примерно на уровне моря, а бо́льшая часть континента оставалась в условиях влажного тёплого либо же умеренного климата. Примерно на отметке в 40 млн лет назад началось дальнейшее увеличение ледниковых покровов, а также усилилось физическое выветривание. 36,3—35,5 млн лет назад началось формирование новых ледников в Восточной Антарктиде: подо льдом оказалось скрыто плато Кергелен (тогда оно ещё не было скрыто под водой). Об этом свидетельствует резкое увеличение количества карбонатов, гравия и песка ледникового происхождения. Согласно вышеупомянутому исследованию, в олигоцене Восточная Антарктика уже почти полностью была скрыта подо льдом.

### Эоцен-олигоценовый переход (34—33 млн лет назад)

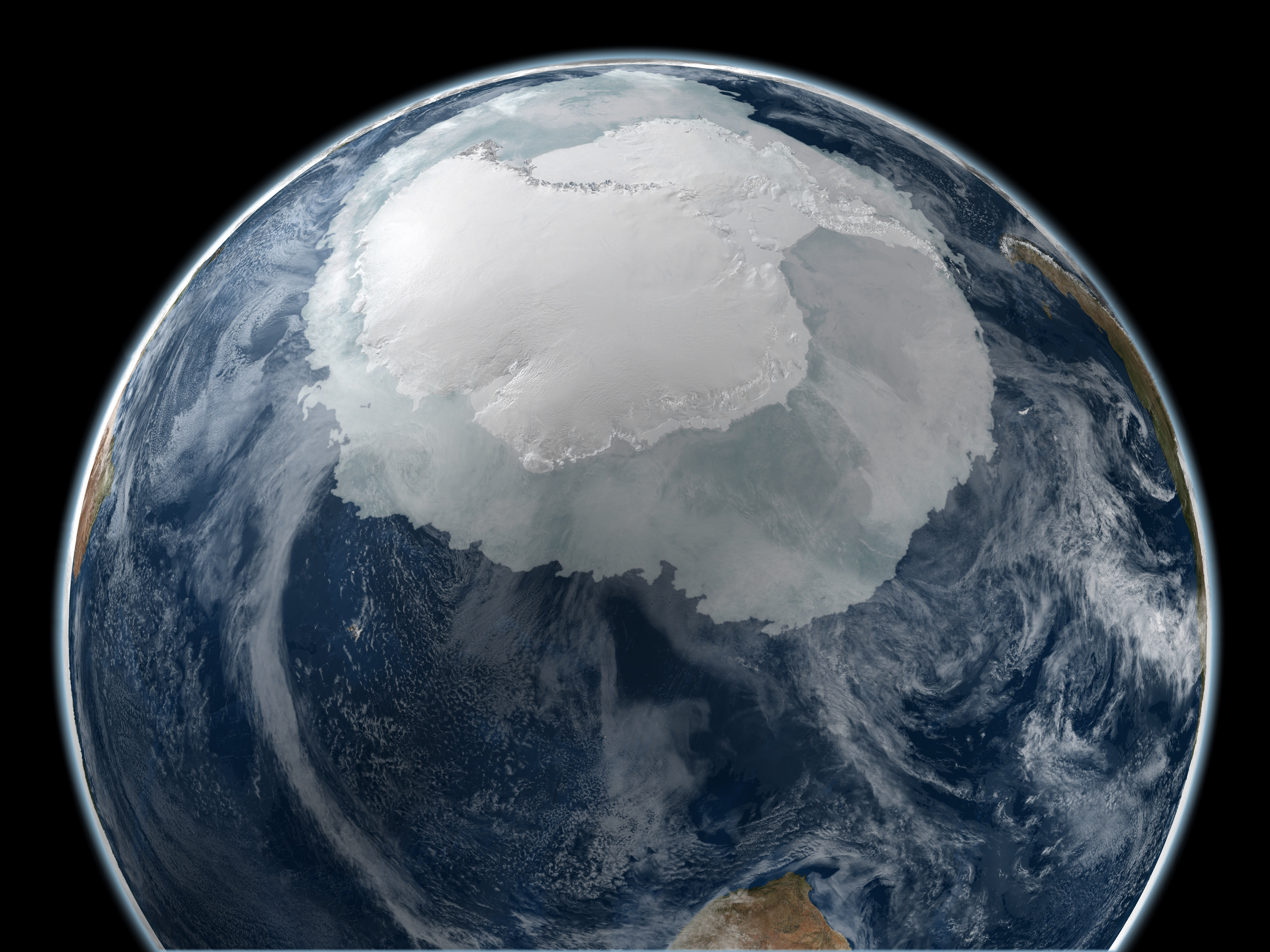
Антарктида (фото сделано 21 ноября 2005). Её покрытие льдом стало началом нынешнего ледникового периода

На границе эоцена и олигоцена уровень CO2 в атмосфере опустился ниже отметки 750 ppmv. Это событие, известное как эоцен-олигоценовый переход (англ. Eocene-Oligocene transition, EOT), происходило от 34 до 33,5 млн лет назад. После этого, 33,4 млн лет назад, уровень углекислого газа ненадолго вернулся к прежним значениям, но уже 33 млн лет назад вновь упал до уровня эоцен-олигоценового перехода. Уровня CO2 в 700—850 ppmv, по данным исследования Корнеллского университета 2013 года, достаточно для того, чтобы в Антарктиде появился постоянный ледниковый покров. Количество изотопа кислорода δ18O сильно увеличилось: если 34 млн лет назад оно составляло около 1,1‰, то 33 млн лет назад оно увеличилось до примерно 2,3‰. На этом этапе климат Земли окончательно перешёл из фазы тёплого безледникового периода (англ. greenhouse climate), который начался 255 млн лет назад с завершением позднепалеозойского оледенения, в нынешнюю фазу ледникового периода (англ. icehouse climate). Ещё одним последствием относительно резкого похолодания стало эоцен-олигоценовое вымирание 33,9—33,4 млн лет назад, которое привело к исчезновению многих европейских и азиатских видов млекопитающих.
Согласно реконструкции, опубликованной в 2019 году в журнале «Palaeogeography, Palaeoclimatology, Palaeoecology», в момент эоцен-олигоценового перехода над уровнем моря находилось на 25% больше площади поверхности Антарктиды. В опубликованной в 2014 году в журнале «Paleoceanography» выделяется два «пульса» в возникновении первого антарктического ледникового покрова. Первый произошёл во время перехода, примерно 34—33,5 млн лет назад, и получил название «EOT-1». В этот момент Антарктида частично покрылась слоем льда объёмом приблизительно 4 млн км³. Средняя температура на планете упала на 2—4 °C, а уровень моря упал на 10—30 метров.
Второй «пульс», ставший началом длительного процесса покрытия южного континента ледниками и получивший название «Oi-1», случился 33,55 млн лет назад. Эффект от него был несколько иной, нежели от предыдущего «пульса»: температура опустилась лишь на 0—2 °C, но уровень моря упал ещё на 70 ± 20 метров. Однако, сам щит был куда больше, чем во время предыдущего «пульса» — он достигал побережья материка. Появление этого ледникового покрова считается началом позднекайнозойского оледенения. До 2009 года считалось, что температура в Антарктиде в период резкого понижения уровня CO2 была более-менее стабильной. Опубликованное же Массачусетским университетом в феврале 2009 года исследование говорит об обратном: на высоких широтах температура в конце эоцена была на 5—10 °C выше, чем после эоцен—олигоценового климатического перехода. Это доказывает, что температура на полюсах планеты напрямую связана с уровнем углекислого газа в атмосфере.
Дата начала оледенения является предметом споров. По данным учёных из Хьюстонского университета в Клир-Лейк, первые антарктические ледяные щиты появились 35 млн лет назад, а к отметке в 34 млн лет назад они стали распространёнными. Такой же цифры в 35 млн лет назад (пускай и помеченной как «приблизительной») придерживаются авторы исследования изменения климата в раннем кайнозое, опубликованного в 2008 году журнале «Nature». В опубликованной в 2003 году в журнале «Nature» статье учёных из Массачусетского университета и Университета штата Пенсильвания указано, что примерно 34 млн лет назад произошло резкое уменьшение уровня CO2 в атмосфере, что повлекло за собой стремительное похолодание климата в Антарктиде и, вследствие этого, появление первого ледникового покрова. Опубликованная в январе 2009 года в журнале «Science» статья о глобальном похолодании на границе эоцена и олигоцена говорит о резком увеличении δ18O на 1,5‰ примерно 33,7 млн лет назад, произошедшем за следующие 300 тысяч лет.

### Дальнейшее развитие
По состоянию на 29,2 млн лет назад, на континенте было три различных ледника, не связанных между собой: первый располагался на территории Земли Королевы Мод, второй — в Горах Гамбурцева, а третий — в Трансантарктических горах. Их размер был небольшим, а большая часть континента вовсе не имела ледников. 28,7 млн лет назад щит в Горах Гамбурцева резко увеличился. Уровень углекислого газа продолжал падать, а климат — охлаждаться. 28,1 млн лет назад щиты в Горах Гамбурцева и Трансантарктических горах соединились в один большой центральный щит. Теперь лишь небольшие участки Антарктиды были непокрыты льдом. 27,9 млн лет назад к большому щиту присоединился и ледниковый покров Земли Королевы Мод. Так появился Восточноантарктический ледяной щит.
На отметке 15 млн лет назад отмечается среднемиоценовый климатический оптимум (англ. Mid-Miocene Climatic Optimum), когда уровень CO2 составлял 700 ppm, а глобальная температура составляла 18,4 °C. Это время считается самым тёплым периодом нынешнего оледенения. 14 млн лет назад Антарктический ледяной щит достиг своего нынешнего уровня. После этого климат на континенте практически не менялся, за исключением крактовременного незначительного повышения температуры 3,6—3,4 млн лет назад.

## Ледниковый период в Северном полушарии

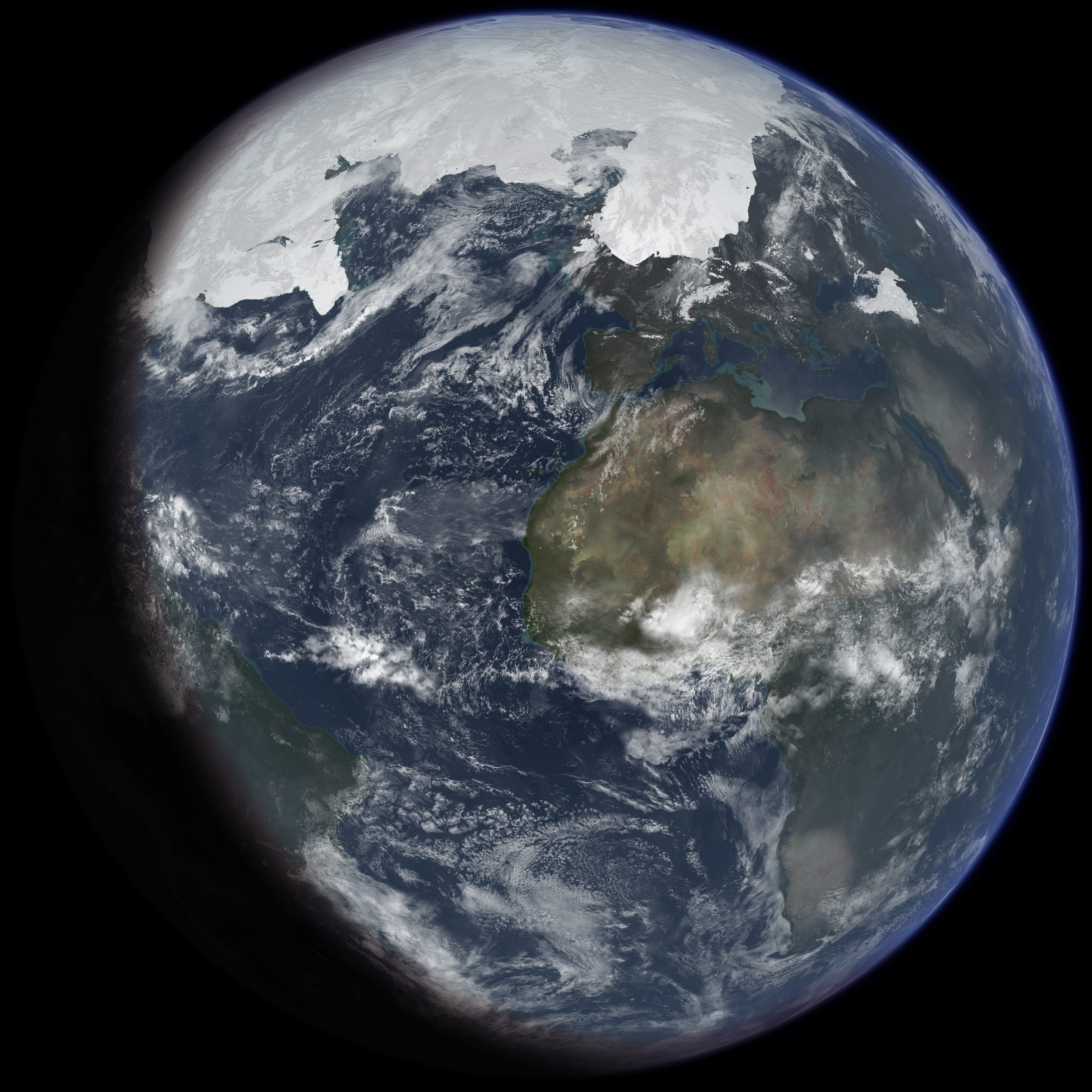
Реконструкция вида на Землю из космоса во время последнего ледникового максимума

Первые ледники стали формироваться в горных массивах Евразии и Северной Америки примерно 14 млн лет назад. Оледенение Арктики началось около 2,9 млн лет назад в позднем плиоцене, когда в Гренландии стал формироваться перманентный ледяной щит. 2,58 млн лет назад, с началом текущего четвертичного периода, началась нынешняя фаза позднекайнозойского оледенения, названная четвертичным оледенением. Последние 2,58 млн лет Земля проходит через циклы Миланковича, когда климат колеблется между ледниковыми и межледниковыми периодами. До отметки 850 ± 50 тысяч лет назад основным фактором колебания климата был наклон оси вращения Земли. Он колеблется от 22,1 до 24,5 градусов (нынешнее значение — 23,5 градуса). Когда наклон достигает минимального значения, времена года становятся менее экстремальными, а полюсы получают меньше солнечного света, из-за чего климат становится холоднее, а ледники — обширнее. Примерно 900—800 тысяч лет назад главным фактором изменения климата стал не наклон оси вращения, а эксцентриситет орбиты планеты. Примерно каждые 100 тысяч лет орбита Земли меняется от практически круговой до более вытянутой и наоборот.
Последние 11 720 ± 99 лет Земля находится в состоянии очередного межледникового периода, в геохронологической шкале обозначенного эпохой голоцена. Несмотря на меньшее, чем в плейстоцене, количество льда, в настоящее время постоянными ледниками покрыто больше поверхности планеты (3,1% всего и 10,7% суши), чем в первые 30 млн лет позднекайнозойского оледенения. По состоянию на 2004 год, объём льда на планете составлял около 33 млн км³. Для сравнения, во время последнего ледникового максимума (26,5—19 тыс. лет назад) ледниками было покрыто около 25% суши или 8% поверхности всей планеты, а общий объём льда составлял 71 млн км³. Нынешний межледниковый период без влияния человека продолжался бы ещё примерно от 25 до 50 тысяч лет, после чего климат вновь бы стал охлаждаться. За счёт влияния человека и вследствие этого глобального потепления, следующий ледниковый период, по нынешним подсчётам, начнётся примерно через 125—150 тысяч лет от настоящего времени.